# گراماتیکووو
گراماتیکووو (به بلغاری: Gramatikovo) یک منطقهٔ مسکونی در بلغارستان است که در استان بورگاس واقع شده‌است.